# Jerry Byrne
Jerry Byrne (New Orleans, 2 februari 1941 – Morgan City, 7 april 2010) was een Amerikaanse rock-'n-roll-zanger vooral bekend van zijn single "Lights Out" uit 1958.
Gerard Donald Byrne werd geboren als zoon van Charles en Mayme Byrne. Hij groeide op in de Ierse wijk van New Orleans, maar werd, net als zijn neef Mac Rebennack (later bekend als Dr. John), meer beïnvloed door de rhythm-and-blues uit de Afrikaans-Amerikaanse wijken. Hij zong met de Loafers, de band van Rebennack, die speelde in lokale bars en nachtclubs. In 1957 trad Byrne op met Little Richard en maakte daarbij indruk op Harold Battiste, in de periode 1957 - 1960 de lokale  A&R-man van Specialty Records, die hem binnen een week een platencontract aanbood.
In februari 1958 nam Byrne "Lights Out" op, een compositie van MacRebennack en zijn vriend Seth David. De begeleiding was van o.a. Edgar Blanchard op gitaar, Frank Fields op bas, Art Neville op piano en Charles "Hungry" Williams op drums. Harold Battiste speelde saxofoon en produceerde de sessie, de plaat werd een regionale hit, maar haalde de nationale hitlijsten niet.
Niettemin bracht Specialty nog twee singles van Byrne uit, "You Know I Love You So" en, in 1959, "Carry On", maar geen van beide was succesvol. Byrne nam ook een noveltysong op voor een lokale tv-persoonlijkheid, als "Morgus and the Three Moguls" met Rebennack en Frankie Ford. In 1960 bundelden hij, Rebennack en Ford hun krachten met Huey "Piano" Smith, om contractuele redenen onder de naam de 'Cheerleaders', om "Chinese Bandits" op te nemen, ter ondersteuning van het plaatselijke voetbalteam.
Byrne bleef optreden en toeren in de regio tot het midden van de jaren zestig, toen hij zijn muzikale carrière opgaf en  zich vestigde in Morgan City in Louisiana, waar hij Byrne Rentals & Sales oprichtte, een toeleveringsbedrijf voor de maritiemesector. In 1987 werd hij uitgenodigd voor een optreden in Engeland, en nam hij een nieuwe single op. "I'm from the South".[3]
Byrne stierf in Morgan City in 2010, 69 jaar oud, aan longkanker. "Lights Out" is verschillende keren opnieuw uitgegeven en is opgenomen op verschillende rock-'n-roll-compilaties.